# 巨銀斧魚
巨銀斧鱼（学名：Argyropelecus gigas）为輻鰭魚綱巨口魚目褶胸鱼科银斧鱼属的其中一種。主要分布於三大洋海域，棲息深度300-1000公尺，體長可達12公分。

## 扩展阅读
維基物種上的相關：巨銀斧魚